# Сандра Африка
Сандра Продановић Башић (Београд, 1. април 1988), позната као Сандра Африка, српска је певачица. Каријеру је започела као плесачица Милета Китића, након чега је издала песму Африка и тако усвојила уметничко име.

## Биографија
Рођена је 1. априла 1988. године у Београду, где је одрасла, завршила школовање и где живи и данас. Има мајку Јасмину, браћу Милоша и Јована, као и сестру Аниту. Каријеру је започела као члан пратеће плесне групе Милета Китића. Заправо, била је једна од девојака које изводе кореографију на Китићевим наступима. Током тог периода, медији су истицали њене атрибуте, па је одлучила да се опроба као солиста. Године 2007. издала је прву песму Африка, по којој је добила садашњи псеудоним.

## Каријера
Наставила је са радом и сада издаје по две и више песама годишње. У сарадњи са издавачким одсеком телевизије DM SAT, Сандра је 2011. издала албум Сандра Африка. На албуму се налази њених првих девет снимљених песама — од Африке из 2007. до Само пожели из године издавања. Три године раније, октобра 2009, издат је макси компакт-диск са првих пет снимљених песама.
Посебну пажњу Сандра Африка је привукла крајем септембра 2012. издавањем песме Неко ће ми ноћас направити сина, за коју је пропратни спот оцењен као атрактиван и провокативан. Исти случај се десио крајем априла наредне године, када је у сарадњи са румунским музичарем Костијем издата песма Девојка твог друга. Овог пута, спот је оцењен као још провокативнији, те је на Јутјубу забрањен за непријављене и малолетне кориснике.

## Дискографија

### Албуми
- Сандра Африка (2011)
- Заборављена лутка (2024)

### Мини-албуми
- Пијана (2017)

### Синглови
- Африка (2007)
- Кад ме видиш (2008)
- Кад заплачем (2008)
- Е па нећу (2009)
- Погледај ме (Дует са Дени Бонештајом) (2009)
- Баш ми је жао (2009)
- Врела ноћ (2010)
- Молићеш ме (2011)
- Само пожели (Дует са Срећком Савовићем) (2011)
- Црни Миле (2011)
- Дивља јагода (2012)
- Абракадабра (2012)
- Неко ће ми ноћас направити сина (2012)
- Девојка твог друга (Дует са Костијем) (2013)
- Очи плаве (Дует са Сашом Капором) (2014)
- 300 чуда (Дует са Марком Ванилом) (2014)
- Bye, bye (Дует са Костијем) (2014)
- Хаљина без леђа (Дует са МС Стојаном) (2014)
- Девојачки сан (Дует са Костијем) (2014)
- Позови га ти (Дует са Гоцом Тржан) (2015)
- Усне без кармина (2015)
- Љубав стара (2015)
- Шарала варала (Дует са Оскаром) (2016)
- Лоша у кревету (2016)
- Мојито (2016)
- Адио (Дует са ДЈ Денијалом Икс) (2016)
- Неваљала (Дует са Вуком Мобом) (2016)
- Будуће бивше (2017)
- Дијаболе (2017)
- Дежа ву (дует са Ђанијем и Костијем) (2018)
- Знам да претерам (Дует са Костијем) (2018)
- Импозантно (2018)

#### Видео-спотови
| Видеоспот                       | Година | Режисер                 |
| ------------------------------- | ------ | ----------------------- |
| Африка                          | 2007   | Ведад Јашаревић         |
| Кад ме видиш                    | 2008   | Г. Шљивић               |
| Е па нећу                       | 2009   | Небојша Вишановић       |
| Погледај ме                     | 2009   | ДМ САТ                  |
| Баш ми је жао                   | 2009   | Рај продукција          |
| Молићеш ме                      | 2011   | Рај продукција          |
| Дивља јагода                    | 2012   | Videal                  |
| Неко ће ми ноћас направити сина | 2012   | Небојша Вишановић       |
| Девојка твог друга              | 2013   | Небојша Вишановић       |
| Очи плаве                       | 2014   | Videal                  |
| 300 чуда                        | 2014   | Андреј Илић (IDJVideos) |
| Bye, bye                        | 2014   | Небојша Вишановић       |
| Хаљина без леђа                 | 2014   | Андреј Илић (IDJVideos) |
| Девојачки сан                   | 2014   | Андреј Илић (IDJVideos) |
| Позови га ти                    | 2015   | Videal media            |
| Усне без кармина                | 2015   | Videal media            |
| Љубав стара                     | 2015   | Videal media            |
| Шарала варала                   | 2016   | G Production            |
| Лоша у кревету                  | 2016   | TOXIC ENTERTAINMENT     |
| Колико волим те                 | 2016   | TOXIC ENTERTAINMENT     |
| Мојито                          | 2016   | TOXIC ENTERTAINMENT     |
| Адио                            | 2016   | Харис Дубица            |
| Неваљала                        | 2016   | daVideo                 |
| Копија                          | 2017   | daVideo                 |
| Пијана                          | 2017   | daVideo                 |
| R.I.P.                          | 2017   | daVideo                 |
| Робиња                          | 2017   | daVideo                 |
| Шта ми је                       | 2017   | daVideo                 |
| Иза тебе                        | 2017   | daVideo                 |
| Будуће бивше                    | 2017   | daVideo                 |
| Дијаболе                        | 2017   | Љуба Радојевић          |
| Дежа ву                         | 2018   | Љуба Радојевић          |
| Знам да претерам                | 2018   | Љуба Радојевић          |
| Импозантно                      | 2018   | Стефан Ђурић Раста      |
| SOS                             | 2019   | Немања Војиновић        |
| JBM                             | 2019   | Немања Војиновић        |
| Флерт                           | 2020   | Бојан Андрејек          |
| Девојка са Балкана              | 2020   | Бојан Андрејек          |
| Драма                           | 2020   | daVideo                 |
| Лоше,лоше                       | 2020   | Videal                  |
| Хеј срце                        | 2021   | Љуба Радојевић          |
| Емотивни манијак                | 2021   | Љуба Радојевић          |
| Пун месец                       | 2022   | Љуба Радојевић          |
| Турбуленција                    | 2022   | Љуба Радојевић          |
| Луђа                            | 2023   | Љуба Радојевић          |
| Ниске страсти                   | 2023   | Љуба Радојевић          |
| Кома                            | 2024   | Pryme                   |
| Скоте мој                       | 2024   | Љуба Радојевић          |
| Другарице спавајте с'њим        | 2024   |                         |
| Зид                             | 2024   | Pryme                   |
| Дајте ми                        | 2024   | Pryme                   |
| Циганка                         | 2024   | Љуба Радојевић          |
| Заборављена лутка               | 2024   | Pryme                   |
| Небо плаче над Београдом        | 2024   | TOXIC ENTERTAINMENT     |
| Параноја                        | 2024   | TOXIC ENTERTAINMENT     |
| Цак цак                         | 2024   | Љуба Радојевић          |
| Лумпе лумпе                     | 2025   | Љуба Радојевић          |
| Та риба                         | 2025   | Љуба Радојевић          |